# دیمیتری بورتنیانسکی
دیمیتری بورتنیانسکی (روسی: Дмитрий Степанович Бортнянский؛ ۲۸ اکتبر ۱۷۵۱ – ۱۰ اکتبر ۱۸۲۵) آهنگساز، و رهبر (موسیقی) اهل امپراتوری روسیه بود.